# Pecopteris
Genre
Synonymes
- †Filicites Schlotheim ex A.T.Brongniart, 1822

Pecopteris est un genre fossile de fougères arborescentes du Paléozoïque supérieur (Carbonifère et Permien), de l'ordre des Marattiaceae. Son abondance dans les forêts marécageuses tropicales de cette époque en fait un marqueur important des paléoenvironnements.

## Classification

### Historique
Le (sous-)genre Pecopteris a été initialement décrit en 1822 pour l'espèce type Pecopteris pennaeformis (basionyme : Filicites pennaeformis) par Adolphe Brongniart en tant que section du genre Filicites. Il a été élevé au rang de genre par Kaspar Maria von Sternberg en 1825. Alexander Borissowitsch Doweld (d) en 2012 a proposé de conserver le nom Pecopteris contre Filicites, mais cela a été rendu inutile lorsque Filicites a été recommandé comme nom rejeté par le Comité de nomenclature des fossiles,.

### Étymologie
Composé de péco, du grec πέκος / pekos, « toison non travaillée », et πτέρυ / pteris, « fougère », lui-même dérivé de πτέρον / pteron, « aile », qui fait référence aux feuilles de cette plante qui ressemblent à des plumes,.

## Description
Ces fougères présentent des frondes composés de pennes, elles-mêmes composées de pinnules à nervures médianes et avec des nervures latérales, le tout attaché au rachis avec une base entière,. Les frondes de type Pecopteris appartiennent principalement aux fougères de l'ordre des Marattiales, parfois aussi aux fougères leptosporangiées, mais rarement aux Pteridospermatophyta. L'affiliation peut être confirmée en fonction des organes reproducteurs ou des caractéristiques anatomiques du rachis.
Il a bien été démontré que certaines espèces de Pecopteris étaient des fougères marattiales à cause de la présence de sporanges de type Asterotheca, Scolecopteris ou Acitheca ou la présence d’un rachis de type Rothwellpteris. Quelques espèces filicales telles que Oligocarpia gothanii portaient également des pinnules pecopterimorphes. Cependant, la plupart d'entre elles manquent de détails d'organes anatomiques fertiles, ce qui rend leur affinité incertaine. Moins fréquemment, les rachis ayant des caractéristiques anatomiques se trouvent dans les roches de tuf volcanique qui peuvent préserver des spécimens de plus grande taille.

## Paléoécologie
Le genre Pecopteris regroupe des frondes fossiles caractéristiques des fougères marattiales, très répandues au Paléozoïque, notamment au Carbonifère et au Permien. Leur présence abondante dans les archives fossiles en fait des marqueurs importants des paléoenvironnements de cette époque, en particulier des forêts marécageuses tropicales.

### Un composant majeur des forêts du Carbonifère et du Permien
Durant le Carbonifère (environ 359 à 299 Ma), Pecopteris est l’un des genres dominants dans les flores associées aux bassins houillers, notamment en Laurussia (Europe de l’Ouest et Amérique du Nord) et en Gondwana. Ces fougères prospéraient dans des environnements chauds, humides et marécageux, en particulier dans les tourbières tropicales à fougères arborescentes et lycophytes. Leur morphologie foliaire adaptée aux milieux ombragés et saturés d’eau est typique des sous-étages forestiers. Les frondes de Pecopteris sont souvent associées à des fossiles de tronc du genre Psaronius, une fougère arborescente marattiale dont le système racinaire complexe favorisait la stabilisation des sols dans les marais forestiers .
Pour le Permien, de nombreuses espèces de Pecopteris ont été recensées dans la forêt de Wuda.

### Adaptations aux variations climatiques
Des études paléoécologiques montrent que certaines espèces de Pecopteris survivent à des conditions moins favorables, notamment lors des phases de régression marine ou de transition climatique au tournant du Carbonifère et du Permien. Leur persistance dans les sédiments silicoclastiques indique une relative tolérance aux sols bien drainés ou aux environnements saisonnièrement secs, comparée à d’autres fougères strictement hygrophiles. On note que Pecopteris figure aussi parmi les rares genres à traverser la crise du Moscovien-Kasimovien, marquée par une régression marine globale et un refroidissement climatique .

### Rôle dans la formation des charbons
Les frondes de Pecopteris sont abondamment retrouvées dans les couches à charbon, notamment sous forme de compressions et d’impressions.Ce genre a donc joué un rôle dans la formation des charbonnages carbonifères, en contribuant à la matière organique accumulée dans les tourbières.[pertinence contestée] Cette abondance fossile fait de Pecopteris un taxon paléoécologique de référence, utilisé comme fossile-guide pour dater les séquences houillères, notamment dans le Westphalien et le Stéphanien en Europe .

### Disparition progressive au Permien
Au Permien (299 à 252 Ma), la raréfaction des environnements marécageux, en lien avec l’aridification globale, conduit au déclin progressif des flores marattiales. Pecopteris subsiste encore dans certains bassins humides résiduels, mais son importance décline au profit d'autres taxons mieux adaptés aux conditions sèches, comme les pélécypodiacées ou les gymnospermes primitifs (Glossopteris, Cordaites...). La disparition progressive de Pecopteris illustre la profonde restructuration des écosystèmes végétaux durant le Permien supérieur, en prélude à l’extinction massive du Permien-Trias .

## Taphonomie
La taphonomie des Pecopteris, c’est-à-dire les processus de fossilisation et de préservation, fournit de précieuses informations sur leur environnement d'origine et les conditions de dépôt. Les frondes de Pecopteris sont majoritairement conservées sous forme d’impressions (fines empreintes dans le sédiment laissées par le matériel végétal disparu) ou de compressions carbonées (tissus végétaux aplatis entre les couches de sédiments fins, laissant des traces sombres) dans les shales et les argilites associés aux couches houillères.
Ce mode de préservation[Lequel ?] indique un ensevelissement rapide en milieu anoxique, typique des plaines inondables, marécages ou zones lacustres. Le dépôt sédimentaire très fin, souvent d’origine limnique, a permis la conservation de détails morphologiques tels que les nervures secondaires, parfois jusqu’à la cuticule. Dans certains gisements exceptionnels, comme ceux du bassin houiller de Commentry ou de Joggins, on trouve des exemplaires de frondes de Pecopteris dans une position de vie, associées à des stipes (Psaronius), ce qui renforce leur valeur écologique .

### Fossilisation en milieux perturbés
Des frondes isolées ou fragmentées témoignent aussi d’une origine allochtone, transportées par l’eau avant dépôt. Cela permet de distinguer les communautés végétales locales des apports externes, un point crucial en paléoécologie. Le degré de fragmentation et le type de sédiment dans lesquels les fossiles de Pecopteris sont enfouis sont utilisés pour reconstituer les dynamiques de paléoenvironnement (ex. : dépôts fluviatiles versus lacustres) [citation nécessaire].

## Intérêt palynologique
Bien que Pecopteris soit identifié à partir de frondes macrofossiles, il est aussi lié à une production porale caractéristique, ce qui le rend utile en palynologie (étude des spores et pollens fossiles).

### Spores marattiales
Les espèces de Pecopteris rattachées aux marattiales (notamment P. arborescens, P. unita) produisaient des mega et microspores bilatérales, souvent classées dans les genres palynologiques Aleiotriletes, Punctatisporites, ou encore Laevigatosporites. Ces spores sont abondantes dans les assemblages houillers du Carbonifère supérieur.
Ces microfossiles sont utilisés comme bio-indicateurs pour dater les couches sédimentaires (biostratigraphie), reconstituer les associations végétales et évaluer les paléoclimats. Par exemple, les spores attribuées aux marattiales sont plus fréquentes dans les séquences humides, riches en Pecopteris, alors que leur proportion diminue dans les séquences sèches ou perturbées.

#### Limites
Un défi reste l’assignation précise des spores à un taxon macrofossile donné, car les spores sont souvent dispersées et génériquement peu distinctives. Toutefois, les associations spatiales entre Pecopteris et certains types de spores dans des gisements bien conservés permettent de proposer des correspondances raisonnablement fiables .

## Liste des espèces
Environ 61 espèces de Pecopteris datant du paléozoïque ont été signalées en Chine. En France, on peut trouver des fossiles dans les bassins houillers du nord de la France (anciennes mines de charbon) ou dans l’Hérault, notamment à Graissessac,.
Quelques espèces :
Selon The International Fossil Plant Names Index (IFPNI) (21 octobre 2023) :
- †Pecopteris sous-genre Aplophlebis
- †Pecopteris sous-genre Campylopteris
- †Pecopteris sous-genre Dicrophlebis
- †Pecopteris sous-genre Eupecopteris
- †Pecopteris sous-genre Orthopleuria
- †Pecopteris sous-genre Sphenopecopteris

- †Pecopteris section Cyathoides
- †Pecopteris section Diplazioides
- †Pecopteris section Goniopteridites
- †Pecopteris section Neuropteroides
- †Pecopteris section Pteroides
- †Pecopteris section Sphenopteroides
- †Pecopteris section Taeniopteroides
- †Pecopteris section Unitae

- †Pecopteris non-classé Acrostichides
- †Pecopteris non-classé Aspidides
- †Pecopteris non-classé Asplenides
- †Pecopteris non-classé Cyatheides

- †Pecopteris abbreviata
- †Pecopteris acadica
- †Pecopteris acuminata
- †Pecopteris acuta
- †Pecopteris acutifolia
- †Pecopteris acutiloba
- †Pecopteris adiantoides
- †Pecopteris aequalis
- †Pecopteris affinis
- †Pecopteris africana
- †Pecopteris agardhiana
- †Pecopteris alata
- †Pecopteris alethopteroides
- †Pecopteris alpina
- †Pecopteris alternans
- †Pecopteris althausii
- †Pecopteris amoena
- †Pecopteris andersoniana
- †Pecopteris anderssonii
- †Pecopteris angelinii
- †Pecopteris angusta
- †Pecopteris angusta
- †Pecopteris angustifida
- †Pecopteris angustifolia
- †Pecopteris angustipennis
- †Pecopteris angustipinna
- †Pecopteris angustipinnula
- †Pecopteris angustissima
- †Pecopteris anthriscifolia
- †Pecopteris antiqua
- †Pecopteris aquilina
- †Pecopteris arborea
- †Pecopteris arborescens
- †Pecopteris arctica
- †Pecopteris arcuata
- †Pecopteris arguta
- †Pecopteris argutula
- †Pecopteris aspera
- †Pecopteris aspidioides
- †Pecopteris asplenioides
- †Pecopteris atherstonei
- †Pecopteris athyroides
- †Pecopteris attenta
- †Pecopteris atyrkanensis
- †Pecopteris auerbachiana
- †Pecopteris australis
- †Pecopteris beaumontii
- †Pecopteris bifurcata
- †Pecopteris biotii
- †Pecopteris blechnoides
- †Pecopteris bobrovii
- †Pecopteris bohemica
- †Pecopteris bolbroeana
- †Pecopteris borealis
- †Pecopteris brachyloba
- †Pecopteris brardiana
- †Pecopteris brardii
- †Pecopteris braunii
- †Pecopteris bredovii
- †Pecopteris brevipennis
- †Pecopteris brongniartiana
- †Pecopteris browniana
- †Pecopteris bucklandii
- †Pecopteris buftonii
- †Pecopteris buhsei
- †Pecopteris bullata
- †Pecopteris caespitosa
- †Pecopteris calcarata
- †Pecopteris candolleana
- †Pecopteris carionii
- †Pecopteris caudata
- †Pecopteris cerrifolia
- †Pecopteris chaerophylloides
- †Pecopteris cheilanthoides
- †Pecopteris chihliensis
- †Pecopteris choffatiana
- †Pecopteris christolii
- †Pecopteris cistii
- †Pecopteris clathrata
- †Pecopteris compta
- †Pecopteris comptula
- †Pecopteris concinna
- †Pecopteris conjugata
- †Pecopteris conserrata
- †Pecopteris constricta
- †Pecopteris constricta
- †Pecopteris conybearii
- †Pecopteris cordae
- †Pecopteris cordata
- †Pecopteris coriacea
- †Pecopteris corsinii
- †Pecopteris crassinervis
- †Pecopteris crenata
- †Pecopteris crenifolia
- †Pecopteris crenulata
- †Pecopteris crispata
- †Pecopteris ctenis
- †Pecopteris curtata
- †Pecopteris cyathea
- †Pecopteris cyatheoides
- †Pecopteris cycadina
- †Pecopteris cycloloba
- †Pecopteris danaeoides
- †Pecopteris davreuxii
- †Pecopteris davreuxii
- †Pecopteris debilis
- †Pecopteris decipiens
- †Pecopteris decurrens
- †Pecopteris decussata
- †Pecopteris defrancei
- †Pecopteris degaliensis
- †Pecopteris delicatula
- †Pecopteris densiloba
- †Pecopteris dentata
- †Pecopteris denticulata
- †Pecopteris deperdita
- †Pecopteris desnoyersii
- †Pecopteris dicksonioides
- †Pecopteris dilacerata
- †Pecopteris dilatata
- †Pecopteris discrepans
- †Pecopteris discreta
- †Pecopteris dispersa
- †Pecopteris dissimilaris
- †Pecopteris distans
- †Pecopteris divaricata
- †Pecopteris dournaisii
- †Pecopteris dubia
- †Pecopteris dunkeri
- †Pecopteris echinata
- †Pecopteris elegans
- †Pecopteris elegantula
- †Pecopteris elliptica
- †Pecopteris elongata
- †Pecopteris emarginata
- †Pecopteris erdmengeri
- †Pecopteris erosa
- †Pecopteris excellens
- †Pecopteris exiliformis
- †Pecopteris exilis
- †Pecopteris explanata
- †Pecopteris falcinella
- †Pecopteris fastigiata
- †Pecopteris filatovae
- †Pecopteris flexuosa
- †Pecopteris folchwillerensis
- †Pecopteris fruticosa
- †Pecopteris fuyuanensis
- †Pecopteris geinitzii
- †Pecopteris germarii
- †Pecopteris geyleriana
- †Pecopteris gigantea
- †Pecopteris gigas
- †Pecopteris gleichenioides
- †Pecopteris glockeri
- †Pecopteris glockeria
- †Pecopteris glockeriana
- †Pecopteris goeppertiana
- †Pecopteris goeppertii
- †Pecopteris goniopteroides
- †Pecopteris gracilenta
- †Pecopteris gracilis
- †Pecopteris gracillima
- †Pecopteris grandinii
- †Pecopteris grigorievii
- †Pecopteris grumbrechtii
- †Pecopteris guentheri
- †Pecopteris guizhouensis
- †Pecopteris haiburnensis
- †Pecopteris hannonica
- †Pecopteris hastata
- †Pecopteris heeriana
- †Pecopteris helenaeana
- †Pecopteris hemitelioides
- †Pecopteris heteromorpha
- †Pecopteris heterophylla
- †Pecopteris heteropinna
- †Pecopteris heterosporites
- †Pecopteris hirta
- †Pecopteris hoffmannii
- †Pecopteris hookeri
- †Pecopteris huegeliana
- †Pecopteris humboldtiana
- †Pecopteris huttoniana
- †Pecopteris huttonii
- †Pecopteris hyperborea
- †Pecopteris imbricata
- †Pecopteris imbricata
- †Pecopteris immanis
- †Pecopteris inaequalis
- †Pecopteris incisa
- †Pecopteris inclinata
- †Pecopteris incompleta
- †Pecopteris indica
- †Pecopteris inflata
- †Pecopteris ingens
- †Pecopteris iniensis
- †Pecopteris insignis
- †Pecopteris integra
- †Pecopteris ittieri
- †Pecopteris jaegeri
- †Pecopteris jongmansii
- †Pecopteris jugata
- †Pecopteris julius
- †Pecopteris kaishanensis
- †Pecopteris komensis
- †Pecopteris kudlisetensis
- †Pecopteris laciniata
- †Pecopteris lamuriana
- †Pecopteris lanceolata
- †Pecopteris lartetii
- †Pecopteris latifolia
- †Pecopteris latiloba
- †Pecopteris lativenosa
- †Pecopteris laxifolia
- †Pecopteris leninskiensis
- †Pecopteris lepidorachis
- †Pecopteris leptophylla
- †Pecopteris leptorrhachis
- †Pecopteris leucopetrae
- †Pecopteris liberata
- †Pecopteris ligata
- †Pecopteris lignitum
- †Pecopteris lindleyana
- †Pecopteris lindsaeoides
- †Pecopteris linearis
- †Pecopteris lingulata
- †Pecopteris linsiana
- †Pecopteris lobata
- †Pecopteris lobifolia
- †Pecopteris lodevensis
- †Pecopteris lonchitica
- †Pecopteris longicaulis
- †Pecopteris longifolia
- †Pecopteris longifolioides
- †Pecopteris loshii
- †Pecopteris lucanii
- †Pecopteris lunensis
- †Pecopteris lutkevitschii
- †Pecopteris macrocarpa
- †Pecopteris macronervosa
- †Pecopteris macrophylla
- †Pecopteris mantellii
- †Pecopteris marginata
- †Pecopteris maritima
- †Pecopteris martia
- †Pecopteris martinsii
- †Pecopteris mehnertii
- †Pecopteris melendezii
- †Pecopteris mentiens
- †Pecopteris merianii
- †Pecopteris merianopteroides
- †Pecopteris meridionalis
- †Pecopteris mertensioides
- †Pecopteris microcarpa
- †Pecopteris microdonta
- †Pecopteris micromiltonii
- †Pecopteris microphylla
- †Pecopteris micropinnata
- †Pecopteris milleri
- †Pecopteris miltonii
- †Pecopteris minor
- †Pecopteris minutula
- †Pecopteris mironovana
- †Pecopteris montanensis
- †Pecopteris mucronata
- †Pecopteris muensteri
- †Pecopteris muensteriana
- †Pecopteris multiformis
- †Pecopteris multifurcata
- †Pecopteris multinervis
- †Pecopteris murchisoniana
- †Pecopteris murchisonii
- †Pecopteris muricata
- †Pecopteris murrayana
- †Pecopteris nebbensis
- †Pecopteris nebraskana
- †Pecopteris nelynensis
- †Pecopteris nervosa
- †Pecopteris nestleriana
- †Pecopteris neuropteroides
- †Pecopteris niamdensis
- †Pecopteris nigrescens
- †Pecopteris nodosa
- †Pecopteris norinii
- †Pecopteris notata
- †Pecopteris novae-hollandiae
- †Pecopteris obliqua
- †Pecopteris obliquinervis
- †Pecopteris obscura
- †Pecopteris obsoleta
- †Pecopteris obtusa
- †Pecopteris obtusata
- †Pecopteris obtusifolia
- †Pecopteris obversa
- †Pecopteris odontopteroides
- †Pecopteris ophiodermatica
- †Pecopteris orbiculata
- †Pecopteris oreopteridis
- †Pecopteris ottonis
- †Pecopteris ovata
- †Pecopteris ovatodentata
- †Pecopteris ovoides
- †Pecopteris oxyphylla
- †Pecopteris pachycarpa
- †Pecopteris pachyphylla
- †Pecopteris pachypteroides
- †Pecopteris parallelolobata
- †Pecopteris parvifolia
- †Pecopteris paucifolia
- †Pecopteris pectinata
- †Pecopteris pennata
- †Pecopteris penniformis
- †Pecopteris persica
- †Pecopteris pfaehleri
- †Pecopteris pfaffiana
- †Pecopteris phillipsii
- †Pecopteris pinnatifida
- †Pecopteris planitzensis
- †Pecopteris platynervis
- †Pecopteris platyrachis
- †Pecopteris plukenetii
- †Pecopteris plumosa
- †Pecopteris polkinii
- †Pecopteris polymorpha
- †Pecopteris polypodioides
- †Pecopteris pomelii
- †Pecopteris powellii
- †Pecopteris preciosa
- †Pecopteris presliana
- †Pecopteris princeps
- †Pecopteris principalis
- †Pecopteris propinqua
- †Pecopteris pseudobucklandii
- †Pecopteris pseudointegra
- †Pecopteris pteroides
- †Pecopteris pulchra
- †Pecopteris pumilio
- †Pecopteris punctulata
- †Pecopteris pusilla
- †Pecopteris qingyunensis
- †Pecopteris quercifolia
- †Pecopteris radnicensis
- †Pecopteris rarinervis
- †Pecopteris recentior
- †Pecopteris recta
- †Pecopteris reflexa
- †Pecopteris regalis
- †Pecopteris reglei
- †Pecopteris reichiana
- †Pecopteris repanda
- †Pecopteris reticulata
- †Pecopteris rigida
- †Pecopteris roessertii
- †Pecopteris rosifolia
- †Pecopteris rosmarinifolia
- †Pecopteris rotundifolia
- †Pecopteris rouvillei
- †Pecopteris rubidgei
- †Pecopteris rugosa
- †Pecopteris salicifolia
- †Pecopteris samaropsis
- †Pecopteris saportana
- †Pecopteris sarae
- †Pecopteris sauveuri
- †Pecopteris scarburgensis
- †Pecopteris schimperiana
- †Pecopteris schlotheimii
- †Pecopteris schmalhausenii
- †Pecopteris schoenae
- †Pecopteris schoenleiniana
- †Pecopteris schwedesiana
- †Pecopteris sepulta
- †Pecopteris serlii
- †Pecopteris serpentigera
- †Pecopteris serra
- †Pecopteris serrata
- †Pecopteris serrula
- †Pecopteris serrulata
- †Pecopteris sheaferi
- †Pecopteris silesiaca
- †Pecopteris silesiaca
- †Pecopteris sillimannii
- †Pecopteris similis
- †Pecopteris simplex
- †Pecopteris sinoboutonnetii
- †Pecopteris sinuata
- †Pecopteris socialis
- †Pecopteris spiculosa
- †Pecopteris stedtensis
- †Pecopteris steinmuelleri
- †Pecopteris sternbergii
- †Pecopteris striata
- †Pecopteris stricta
- †Pecopteris strictinervis
- †Pecopteris stuttgardiensis
- †Pecopteris subcontigua
- †Pecopteris subfalcata
- †Pecopteris subnervosa
- †Pecopteris suksunensis
- †Pecopteris sulziana
- †Pecopteris sutchanica
- †Pecopteris synica
- †Pecopteris taeniopteroides
- †Pecopteris taiyuanensis
- †Pecopteris tajmyrensis
- †Pecopteris tamariscina
- †Pecopteris taxiformis
- †Pecopteris taxiformis
- †Pecopteris tchihatchewii
- †Pecopteris tenuicostata
- †Pecopteris tenuifolia
- †Pecopteris tenuinervis
- †Pecopteris tenuis
- †Pecopteris ticleanui
- †Pecopteris to-tangensis
- †Pecopteris torellii
- †Pecopteris toyomaensis
- †Pecopteris trachyrrhachis
- †Pecopteris treviranii
- †Pecopteris triangularis
- †Pecopteris trifolium
- †Pecopteris truncata
- †Pecopteris tschapkoktensis
- †Pecopteris tuberculata
- †Pecopteris ultraminuta
- †Pecopteris undans
- †Pecopteris undulata
- †Pecopteris ungeri
- †Pecopteris unita
- †Pecopteris uralica
- †Pecopteris urophylla
- †Pecopteris valdensis
- †Pecopteris valida
- †Pecopteris varians
- †Pecopteris velutina
- †Pecopteris venusta
- †Pecopteris vestita
- †Pecopteris villosa
- †Pecopteris virginiensis
- †Pecopteris virletii
- †Pecopteris volckmannii
- †Pecopteris vorcutana
- †Pecopteris waltonii
- †Pecopteris wangenheimii
- †Pecopteris whitbiensis
- †Pecopteris williamsonis
- †Pecopteris wongii
- †Pecopteris zalesskyi
- †Pecopteris zippei
- †Pecopteris zwickaviensis

## Publication originale
- (de) K. M. Sternberg, Versuch einer geognostisch-botanischen Darstellung der Flora der Vorwelt, vol. 1, fascicule 4, Prague, Leipzig et Regensburg, Commission im Deutschen Museum, Fr. Fleischer et Ernst Brenck's Wittwe, 1825 (lire en ligne ), p. 1–48, planches 40-59